# Кожин, Валентин Васильевич
Валентин Васильевич Ко́жин (1943, Ленинград — 1992, Монжерон, близ Парижа) — русский дирижёр, оперный режиссёр, композитор. Заслуженный деятель искусств РСФСР (1983).

## Биография
Родился 24 декабря 1943 года в блокадном Ленинграде. В 1961 окончил с отличием Ленинградское хоровое училище имени М. И. Глинки, в 1968 ЛГК имени Н. А. Римского-Корсакова (класс хорового дирижирования К. А. Ольхова). В 1962-65 годах проходил срочную службу в Советской  Армии в Петрозаводске. В 1968-72 гг. учился в Ленинградской консерватории по классам хорового дирижирования и композиции (класс С. М. Слонимского). В 1972-73 гг. работал хормейстером в Малом оперном театре МАЛЕГОТ (ныне Михайловский - ЛМАТОБ). 
В 1972-76 гг. — студент Московской консерватории (факультет оперно-симфонического дирижирования, класс Г. Н. Рождественского), в 1974-75 ассистент Рождественского в Большом симфоническом оркестре (БСО). В 1974 с успехом провёл турне со Стокгольмским симфоническим оркестром в США (вместо заболевшего Рождественского). В 1975—1977 годах возглавлял Симфонический оркестр Свердловской филармонии. В 1976 году — лауреат (вместе с В. А. Гергиевым) Всесоюзного конкурса дирижёров в Москве. 
В 1977-89 гг. — главный дирижёр и художественный руководитель Малого театра оперы и балета (Ленинград), в котором среди прочего (в 1982) осуществил постановку балета «Сказка о попе и работнике его Балде» (на основе музыки Д. Д. Шостаковича к одноимённому мультфильму). В ноябре 1989 года во время гастролей этого театра во Франции отказался вернуться в СССР. 
В 1990-92 гг. дирижировал Парижским оркестром Радио, Национальным оркестром Франции (в зале Плейель и в Театре Елисейских полей) в Париже, симфоническими оркестрами Лилля, Монпелье, Лиона, Капитолия Тулузы, Милана, Буэнос Айреса, Монтевидео, Базеля. В 1992 главный дирижёр парижского Оркестра Ламурё. В 1991-92 гг. осуществил постановку оперы М. П. Мусоргского "Хованщина" в Страсбурге, оперы Дж. Россини "Итальянка в Алжире" и оратории С. С. Прокофьева "Александр Невский" на оперном фестивале в Сан-Сере (Saint-Céré). Руководил французской премьерой оперы Прокофьева "Маддалена" (концертная версия на Французском радио), дирижировал постановкой балета Прокофьева "Ромео и Джульетта" в Королевской опере Валлонии (Льеж).
Автор цикла «Пять песен для голоса с оркестром» (1975) и других сочинений.  
Скоропостижно скончался от рака желудка.

## Дискография
Записал в СССР оперу А. П. Петрова «Пётр I», «Сказку о Попе и работнике его Балде» Д. Д. Шостаковича.
Запись оперы С. Слонимского Мария Стюарт

## Награды и премии
- заслуженный деятель искусств РСФСР (1983)
- Государственная премия РСФСР имени М. И. Глинки (1983) — за дирижирование оперным спектаклем «Мария Стюарт» С. М. Слонимского на сцене ЛМАТОБ